# Питкеев, Адьян Юрьевич
Адья́н Ю́рьевич Питке́ев (род. 16 мая 1998, Москва, Россия) — российский фигурист, выступавший в одиночном катании. Бронзовый призёр чемпионата России (2015), участник чемпионата Европы (2015), серебряный призёр Гран-при России (2015), мастер спорта России международного класса (2016).

## Биография
Заинтересовался фигурным катанием в четыре года. Вместе с матерью он смотрел выступления фигуристов на Олимпиаде-2002, и Адьяну понравилось катание Алексея Ягудина. После чего родители привели мальчика на каток «Умка», который был недалеко от дома. Каток относился к ДЮСШ №1, где его тренером стала Ольга Волобуева.
В 2009 году тренер Волобуева вместе со всей своей группой перешла в СДЮСШОР №37. Питкеев проследовал за ней, но начал кататься в группе у другого тренера этой школы — Этери Тутберидзе. В 2013 году СДЮСШОР №37 была включена в состав «Самбо-70».
В сезоне 2012/13 отобрался на первый в карьере взрослый чемпионат России. Занял пятнадцатое место из восемнадцати участников.
Питкеев взял серебро и золото на этапах юниорского Гран-при сезона 2013/14. Благодаря чему он выступил в финале серии, проходившем в Фукуоке, в рамках которого стал вторым, опередив в борьбе за серебро Нейтана Чена. На чемпионате России 2014 он улучшил прошлогодний результат на сорок пять баллов, что принесло ему итоговое пятое место. К чемпионату мира среди юниоров 2014 года подходил в роли лидера юниорской сборной России. Из-за падения на риттбергере в короткой программе, Питкеев расположился на седьмом промежуточном месте. По произвольной он показал второй результат, поднявшись на вторую итоговую позицию.
Осенью 2014 года начал выступать на взрослых международных соревнованиях. Дебют состоялся на в Lombardia Trophy, где занял третье место. Вскоре дебютировал в серии Гран-при, выступив на этапе в США, расположившись на шестой строчке. На этапе Гран-при во Франции впервые чисто исполнил четверной тулуп, снова став шестым. На чемпионате России 2015 стал бронзовым призёром. Вследствие чего был включён в состав сборной для участия в чемпионате Европы.
Перед стартом европейского чемпионата встал вопрос о снятии спортсмена с соревнований из-за перенесенного заболевания. Тем не менее он участвовал в турнире и занял седьмое место. В марте 2015 года выступил на юниорском чемпионате мира. После первого дня соревнований он занимал второе место, но в произвольной программе он допустил несколько ошибок и падение. В произвольной он оказался седьмым, что отбросило его на пятое итоговое место.
На старте сезона 2015/16 участвовал в Мемориале Непелы, где оказался четвёртым. В октябре 2015 года занял шестое место на Гран-при США. На втором этапе, Гран-при России, Питкеев завоевал серебро, уступив лишь действующему чемпиону мира Хавьеру Фернандесу На Гран-при России 2015 года Питкеев установил личный рекорд за короткую и проивзольную программы, а также по сумме баллов. На чемпионате России 2016 финишировал девятым. Из–за травмы спины он досрочно завершил соревновательный сезон.
В марте 2016 года перешёл в группу Елены Буяновой. Питкеев пропустил сезон 2016/17 из–за продолжающихся болей в спине. В июне 2017 года завершил соревновательную карьеру из-за проблем со спиной.
После завершения карьеры стал тренером по фигурному катанию. К 2023 году работал в академии Татьяны Навки «Наши Надежды» в группе Ирины Смирновой.

## Программы
| Сезон     | Короткая программа                                                                               | Произвольная программа                                                 | Показательные выступления                                                           |
| --------- | ------------------------------------------------------------------------------------------------ | ---------------------------------------------------------------------- | ----------------------------------------------------------------------------------- |
| 2015—2016 | Pain by Rungran (Devil May Cry OST) Appassionata by Secret Garden хореограф — Даниил Глейхенгауз | The Mission Ennio Morricone (The Mission OST) хореограф — Марина Зуева | The Botanist's song You can leave your hat on хореограф — Даниил Глейхенгауз        |
| 2014—2015 | Рапсодия на тему Паганини Сергей Рахманинов хореограф — Александр Жулин                          | Sarabande Suite Aeternae by Globus хореограф — Александр Жулин         | Appassionata by Secret Garden                                                       |
| 2013—2014 | At Voland’s Ball Waltz Игорь Корнелюк хореограф — Этери Тутберидзе                               | Art On Ice Эдвин Мартон хореограф — Этери Тутберидзе                   | Scorpions medley At Voland's Ball Waltz Игорь Корнелюк хореограф — Этери Тутберидзе |
| 2012—2013 | Hunter — Jaguar Сафри Дуо                                                                        | Bolero                                                                 |                                                                                     |

## Результаты
CS: Challenger Series
| Соревнования                | 11/12         | 12/13         | 13/14         | 14/15         | 15/16         | 16/17         |
| Международные               | Международные | Международные | Международные | Международные | Международные | Международные |
| --------------------------- | ------------- | ------------- | ------------- | ------------- | ------------- | ------------- |
| Чемпионат Европы            |               |               |               | 7             |               |               |
| Гран-при России             |               |               |               |               | 2             |               |
| Гран-при США                |               |               |               | 6             | 6             |               |
| Гран-при Франции            |               |               |               | 6             |               |               |
| CS Мемориал Непелы          |               |               |               |               | 4             |               |
| CS Золотой конёк Загреба    |               |               |               |               | 3             |               |
| CS Lombardia Trophy         |               |               |               | 3             |               |               |
| Международные среди юниоров |               |               |               |               |               |               |
| Чемпионат мира              |               |               | 2             | 5             |               |               |
| Финал Гран-при              |               |               | 2             |               |               |               |
| Гран-при Латвии             |               |               | 2             |               |               |               |
| Гран-при Польши             |               |               | 1             |               |               |               |
| Гран-при Словении           |               | 8             |               |               |               |               |
| Гран-при США                |               | 6             |               |               |               |               |
| ЕЮОФ                        |               | 1             |               |               |               |               |
| Ice Star                    |               |               | 1             |               |               |               |
| Национальные                |               |               |               |               |               |               |
| Чемпионат России            |               | 15            | 5             | 3             | 9             |               |
| Первенство России — юн.     | 11            | 4             | 1             |               |               |               |